# Laas (Gemeinde Glödnitz)
Laas, im 19. Jahrhundert oft Laas-Glödnitz genannt, ist eine Ortschaft in der Gemeinde Glödnitz im Bezirk St. Veit an der Glan in Kärnten. Die Ortschaft hat 31 Einwohner (Stand 1. Jänner 2024).

## Lage

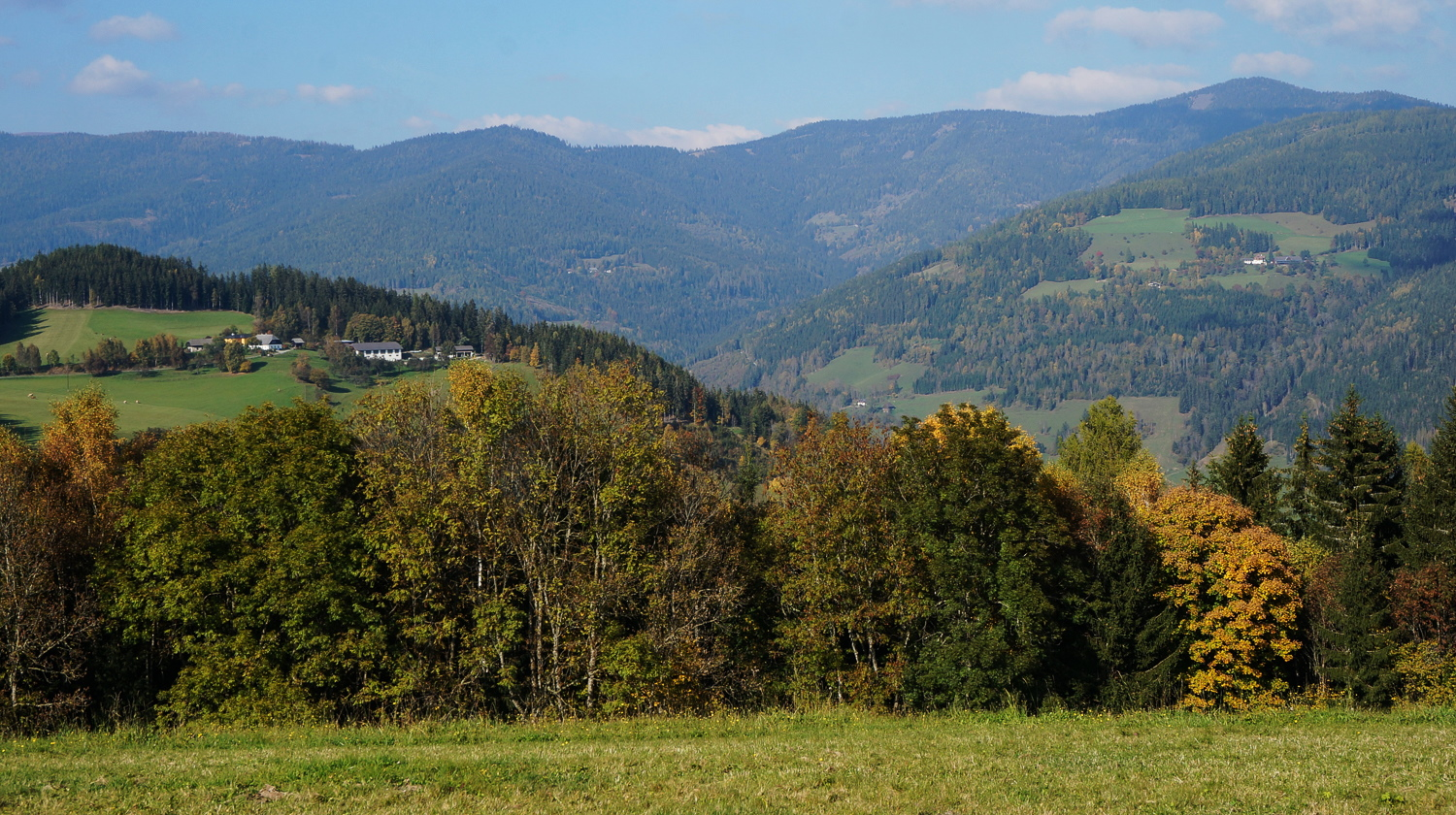
Am Hügel links der Bildmitte die Wayrerhube (Nr. 12 und 14).

Laas liegt rechtsseitig über dem Glödnitztal, westlich des Gemeindehauptorts Glödnitz, am westlichen Rand der Katastralgemeinde Glödnitz.
Zur Ortschaft gehören die Häuser Hardeitzerkeusche (Deutzer, Nr. 2), Kauzerhube (Kautzer, Nr. 3), Tschetschgenbauerkeusche (Tscheg, Nr. 4), Zieneggerhube (Nr. 5) und Unterer Zienegger (Nr. 13), Kaiderneggerhube (Kayernegger, Nr. 9), Dolzerhube (Nr. 10), Hooshube (Nr. 11), Wayrerhube (Weyrer, Nr. 12 und 14) und einzelnen Häusern ohne Vulgonamen (Nr. 6, 7 und 8).

## Geschichte
1324 wird Less urkundlich genannt.
Bei Gründung der Ortsgemeinden Mitte des 19. Jahrhunderts kam Laas an die Gemeinde Glödnitz. Bei der Kärntner Gemeindestrukturreform von 1973 kam der der Ort an die damals neu errichtete Gemeinde Weitensfeld-Flattnitz, seit deren Auflösung 1991 gehört die Ortschaft wieder zur Gemeinde Glödnitz.

## Bevölkerungsentwicklung
Für die Ortschaft ermittelte man folgende Einwohnerzahlen:
- 1869: 12 Häuser, 78 Einwohner[2]
- 1880: 12 Häuser, 71 Einwohner[3]
- 1890: 11 Häuser, 88 Einwohner[4]
- 1900: 12 Häuser, 103 Einwohner[5]
- 1910: 11 Häuser, 81 Einwohner[6]
- 1923: 11 Häuser, 83 Einwohner[7]
- 1934: 76 Einwohner[8]
- 1961: 10 Häuser, 73 Einwohner[9]
- 2001: 12 Gebäude (davon 11 mit Hauptwohnsitz) mit 13 Wohnungen; 53 Einwohner und 1 Nebenwohnsitzfall; 12 Haushalte; 0 Arbeitsstätten, 10 land- und forstwirtschaftliche Betriebe[10]
- 2011: 13 Gebäude, 42 Einwohner, 13 Haushalte, 1 Arbeitsstätte[11]
- 2021: 13 Gebäude, 34 Einwohner, 11 Haushalte, 7 Arbeitsstätten[12]